# سیارک ۳۹۸۳
سیارک ۳۹۸۳ (به انگلیسی: 3983 Sakiko، نامگذاری:1984SX) سه هزار و نهصد و هشتاد و سومین سیارک کشف شده‌است که در ۲۰ سپتامبر ۱۹۸۴ کشف شد.
قدر مطلق سیارک برابر ۱۲٫۴۰ است.